# Wangunjaya (Campaka)
Wangunjaya is een bestuurslaag in het regentschap Cianjur van de provincie West-Java, Indonesië. Wangunjaya telt 5243 inwoners (volkstelling 2010).